# Halominniza oromii
Halominniza oromii är en spindeldjursart som beskrevs av Volker Mahnert 1997. Halominniza oromii ingår i släktet Halominniza och familjen Olpiidae. Inga underarter finns listade i Catalogue of Life.